# Mimacraea nzoia
Mimacraea nzoia är en fjärilsart som beskrevs av Talbot 1937. Mimacraea nzoia ingår i släktet Mimacraea och familjen juvelvingar. Inga underarter finns listade i Catalogue of Life.